# Художественный музей Толима
Художественный музей департамента Толима (исп. Museo de Arte del Tolima, MAT) — художественный музей в колумбийском городе Ибаге, административном центре департамента Толима, основанный группой художников в декабре 2003 года; среди основателей были Дарио Ортис, Хулио Сезар Куитива и Маргарет Бонилья Моралес; в галерее представлены произведения как современного колумбийского, так и латиноамериканского искусства; проводит временные групповые и персональные выставки.

## История и описание
Музей искусств департамента Толима (MAT) был основан в городе Ибаге (Колумбия) в декабре 2003 года — инициатором его создания стала группа местных художников, включавшая в себя Дарио Ортис Робледо (род. 1968) и Хулио Сезар Куитива Риверос; поддержку проекту оказал губернатор провинции Гильермо Альфонсо Харамильо Мартинес (род. 1950). Здание МАТ было открыто 19 декабря 2003 года; оно было построено по проекту местного архитектор Хосе Роберто Буэнавентура (José Roberto Buenaventura), проект которого был выбран победителем по результатам архитектурного конкурса, организованного Колумбийским обществом архитекторов (Sociedad Colombiana de Arquitectos).
Постоянная коллекция музея Толима состоит приблизительно из 500 произведений искусства, созданных в Колумбии; в коллекцию входят как экспонаты доколумбова искусства, так и произведения ныне живущих авторов; есть в собрании и несколько произведений современного латиноамериканского искусства. Отдельный зал, посвящённый работам конца XIX века, представляет картины Рикардо Асеведо Бернала (1867—1930), Франциско Антонио Кано (1865—1935) и Эпифанио Гарая. Коллекция произведений XX века включает в себя работы Алехандо Обрегона, Эдгара Негрета, Эдуардо Рамиреса Вилламизара, Леоноры Каррингтон и Карлоса Крус-Диеса (1923—2019).
Помимо представления постоянной коллекции, музей проводит и временные выставки: с момента своего открытия он провел уже более сотни выставок произведений, созданных как колумбийским, так и зарубежными авторами. Так выставку работ Фернандо Ботеро, проходившую в Ибаге в 2008 году, посетило более 60 000 горожан и туристов. Музей организует и иные художественные мероприятия: так «Салон фотографии Толима» (Salón tolimense de fotografía) прошёл в его стенах уже более двух десятков раз, а «Международный симпозиум по скульптуре в Ибаге» (Simposio Internacional de escultura ciudad de Ibagué) состоялся в 2010 году. Кроме того, MAT имеет и «обширную» образовательную программу, проходящую в рамках правительственной программы «La Red Nacional de Museos de Colombia» и предназначенную для регионального сообщества.